# Вильяэсиха, Эрика
Эрика Вильяэсиха Гарсиа (исп. Erika Villaécija García; род. 2 июня 1984 года, Барселона, Испания) —испанская пловчиха. Специализируется в плавании вольным стилем на средних дистанциях (400, 800, и 1500 метров). Также, она соревновается в открытой воде.
4 раза участвовала в Олимпийских играх: Афины 2004, Пекин 2008, Лондон 2012, Рио 2016. В Рио выступала в плавании на открытой воде.

## Личный рекорд
- 1500 метров вольным стилем: 16.00,25 – рекорд Испании[4]